# 1668

## أحداث
- 4 نوفمبر: تأسيس مدينة بونو وتقع حاليا في بيرو.
- نهاية حرب أيلولة في 2 مايو 1668 والتي بدأت في 24 مايو 1667.
- نهاية حرب الاستعادة البرتغالية في 13 فبراير 1668 والتي بدأت في 1 ديسمبر 1640.
- 13 فبراير - اسبانيا تعترف بالبرتغال كدولة مستقلة، وذلك بعد عقد معاهدة سلام في لشبونة بين ألفونسو السادس ملك البرتغال وكارلوس الثاني ملك إسبانيا وبوساطة من تشارلز الثاني ملك إنجلترا.

## مواليد
- جان غيليس (ملحن) ملحن فرنسي
- سلطان حسين الأول الصفوي شاه صفوي
- صوفي شارلوته هانوفر
- فرانسوا كوبران
- يوهان رودلف هوبر رسام سويسري
- يوهان لوكاس فون هيلدبراندت مهندس معماري نمساوي
- يوهان هوبنر

## وفيات
- الحسن الهبل